# Bachem
Bachem Werke, ou simplesmente Bachem, foi uma empresa alemã existente durante a Segunda Guerra Mundial que produzia partes para motores a pistão. Ficou conhecida pelo desenvolvimento do Bachem Ba 349 Natter.
Fundada em 1942 por Dipl Ing Erich Bachem, antigo diretor da Fieseler, a Bachem começou por dedicar-se a apoiar o esforço de guerra alemão ao produzir peças que seriam reunidas e transformadas em motores a pistão para a Luftwaffe. Como resposta ao aumento dos devastadores ataques e bombardeamentos dos aliados, a Bachem iniciou um projecto para uma aeronave não-convencional para interceptação as formações de bombardeiros inimigos. Este avião seria baptizado de Natter. Em Setembro de 1944 a empresa foi contratada para construir quinze exemplares do Natter. Alguns testes com a aeronave foram realizados, mas ela nunca entrou em combate.
Com o final da guerra, a empresa deixou de existir.